# 遠征
| ウィキペディアには「遠征」という見出しの百科事典記事はありません（タイトルに「遠征」を含むページの一覧/「遠征」で始まるページの一覧）。 代わりにウィクショナリーのページ「遠征」が役に立つかもしれません。 |